# Danh sách giải thưởng và đề cử của 2PM
Đây là danh sách các giải thưởng mà 2PM nhận được, một ban nhạc nam Hàn Quốc nổi tiếng.

## Hàn Quốc

### Cyworld Digital Music Awards
| Năm  | Được đề cử cho      | Giải thưởng                   | Kết quả   |
| ---- | ------------------- | ----------------------------- | --------- |
| 2008 | 10 Points Out of 10 | Rookie of the Month (Tháng 9) | Đoạt giải |
| 2010 | Heartbeat           | Bonsang Award                 | Đoạt giải |

### Asia Song Festival
| Năm  | Được đề cử cho | Giải thưởng            | Kết quả   |
| ---- | -------------- | ---------------------- | --------- |
| 2008 | 2PM            | Asian Newcomer's Award | Đoạt giải |

### Golden Disk Awards
| Năm  | Được đề cử cho       | Giải thưởng                   | Kết quả   |
| ---- | -------------------- | ----------------------------- | --------- |
| 2009 | 1st Album: 01:59PM   | Disk Bonsang Award            | Đoạt giải |
| 2009 | Again & Again        | Digital Bonsang Award         | Đề cử     |
| 2009 | 2PM                  | Samsung YEPP Popularity Award | Đề cử     |
| 2010 | I'll Be Back         | Digital Bonsang Award         | Đề cử     |
| 2010 | I'll Be Back         | Popularity Award              | Đề cử     |
| 2011 | 2nd Album: Hands Up  | Disk Bonsang Award            | Đề cử     |
| 2011 | 2nd Album: Hands Up  | Digital Bonsang Award         | Đề cử     |
| 2011 | 2nd Album: Hands Up  | Popularity Award              | Đề cử     |
| 2013 | 3rd Album: Grown     | Digital Bonsang Award         | Đề cử     |
| 2013 | 3rd Album: Grown     | Popularity Award              | Đề cử     |
| 2014 | 4th Album: Go Crazy! | Disk Bonsang Award            | Đề cử     |
| 2015 | No.5                 | Disk Bonsang Award            | Đề cử     |

### Seoul Music Awards
| Năm  | Được đề cử cho | Giải thưởng      | Kết quả   |
| ---- | -------------- | ---------------- | --------- |
| 2010 | 2PM            | Popularity Award | Đoạt giải |
| 2010 | 2PM            | Bonsang Award    | Đoạt giải |
| 2013 | 2PM            | Bonsang Award    | Đề cử     |
| 2013 | 2PM            | Popularity Award | Đề cử     |
| 2014 | 2PM            | Bonsang Award    | Đề cử     |
| 2014 | 2PM            | Popularity Award | Đề cử     |
| 2014 | 2PM            | Hallyu Award     | Đề cử     |

### Melon Music Awards
Melon Music Awards là lễ trao giải hằng năm dựa trên cách tính digital sales và online votes.
| Năm  | Được đề cử cho | Giải thưởng      | Kết quả   |
| ---- | -------------- | ---------------- | --------- |
| 2009 | 2PM            | 2009 Top 10      | Đoạt giải |
| 2010 | 2PM            | 2010 Top 10      | Đoạt giải |
| 2011 | 2PM            | 2011 Top 10      | Đề cử     |
| 2011 | 2PM            | Popularity       | Đề cử     |
| 2011 | Hands Up       | Song of the Year | Đề cử     |
| 2011 | Hands Up       | Music Video      | Đề cử     |

### Mnet 20's Choice Awards
Mnet 20's Choice Awards là một lễ trao giải tôn vinh các nghệ sĩ hàng đầu của Hàn Quốc vào mùa hè.
| Năm  | Được đề cử cho | Giải thưởng                                  | Kết quả   |
| ---- | -------------- | -------------------------------------------- | --------- |
| 2009 | 2PM            | HOT Performance Star                         | Đoạt giải |
| 2009 | 2PM            | HOT Summer Heat Popularity                   | Đoạt giải |
| 2010 | 2PM            | Daum’s Search Hot Star Award (Special Award) | Đoạt giải |
| 2010 | 2PM            | Most Influential Stars                       | Đoạt giải |
| 2011 | 2PM            | Hot Performance Star                         | Đề cử     |
| 2011 | 2PM            | Hot CF star                                  | Đề cử     |
| 2011 | 2PM            | Hot Hallyu star                              | Đề cử     |
| 2011 | 2PM            | Hot Balance star                             | Đề cử     |
| 2011 | Ok Taecyeon    | Best Sixpack                                 | Đề cử     |
| 2013 | 2PM            | 20’s Mwave Global Star                       | Đề cử     |

### KBS Music Festival
| Năm  | Đề cử / Tác phẩm | Giải thưởng      | Kết quả   |
| ---- | ---------------- | ---------------- | --------- |
| 2009 | Again & Again    | Song Of The Year | Đoạt giải |

### Mnet Asian Music Awards
Mnet Asian Music Awards được tổ chức hàng năm hàng năm để tôn vinh những nghệ sĩ hàng đầu tại Hàn Quốc.
| Năm  | Được đề cử cho đóng góp | Giải thưởng                     | Kết quả   |
| ---- | ----------------------- | ------------------------------- | --------- |
| 2008 | "10 Out of 10"          | Best New Male Artist            | Đề cử     |
| 2008 | "10 Out of 10"          | Artist of the Year              | Đề cử     |
| 2008 | "10 Out of 10"          | Song of the Year                | Đề cử     |
| 2009 | "Again & Again"         | Best Male Group                 | Đoạt giải |
| 2009 | "Again & Again"         | Artist of the Year              | Đoạt giải |
| 2009 | "Again & Again"         | Best Dance Performance          | Đề cử     |
| 2010 | 2PM                     | Best Male Group                 | Đoạt giải |
| 2010 | 2PM                     | The Shilla Duty Free Asian Wave | Đoạt giải |
| 2010 | 2PM                     | Artist of the Year              | Đề cử     |
| 2010 | "I'll Be Back"          | Best Dance Performance          | Đoạt giải |
| 2010 | "I'll Be Back"          | Song of the Year                | Đề cử     |
| 2011 | 2PM                     | Best Male Group                 | Đề cử     |
| 2011 | 2PM                     | Artist of the Year              | Đề cử     |
| 2011 | 2PM                     | Singapore's Choice Award        | Đề cử     |
| 2014 | Go Crazy!               | Best Music Video                | Đoạt giải |
| 2014 | Go Crazy!               | Artist of the Year              | Đề cử     |

### Asia Model Festival Awards
| Năm  | Được đề cử cho | Giải thưởng          | Kết quả   |
| ---- | -------------- | -------------------- | --------- |
| 2010 | 2PM            | Popular Artist Award | Đoạt giải |

### MTV Asia Awards
| Năm  | Được đề cử cho | Giải thưởng           | Kết quả   |
| ---- | -------------- | --------------------- | --------- |
| 2010 | 2PM            | Best Popularity Award | Đoạt giải |

### Style Icon Awards
| Năm  | Được đề cử cho | Giải thưởng       | Kết quả   |
| ---- | -------------- | ----------------- | --------- |
| 2010 | 2PM            | Male Singer Award | Đoạt giải |

### Nickelodeon Korea Kids' Choice Awards
| Năm  | Được đề cử cho | Giải thưởng          | Kết quả   |
| ---- | -------------- | -------------------- | --------- |
| 2011 | 2PM            | Favorite Male Singer | Đoạt giải |

### MBC Entertainment Awards
| Năm  | Được đề cử cho | Giải thưởng      | Kết quả   |
| ---- | -------------- | ---------------- | --------- |
| 2013 | 2PM            | Popularity Award | Đoạt giải |

### SBS Music Festival
| Năm  | Được đề cử cho | Giải thưởng       | Kết quả   |
| ---- | -------------- | ----------------- | --------- |
| 2014 | 2PM            | Global Star Award | Đoạt giải |

## Trung Quốc

### Mandarin Music Honors Awards
| Năm  | Được đề cử cho | Giải thưởng                     | Kết quả   |
| ---- | -------------- | ------------------------------- | --------- |
| 2010 | 2PM            | Most Popular Asian Singer Award | Đoạt giải |

### Global Chinese Music Awards
| Năm  | Được đề cử cho | Giải thưởng            | Kết quả |
| ---- | -------------- | ---------------------- | ------- |
| 2015 | 2PM            | The most popular Group | Đề cử   |

### 2016 KU Music Asian Awards
| Năm  | Được đề cử cho | Giải thưởng              | Kết quả   |
| ---- | -------------- | ------------------------ | --------- |
| 2016 | 2PM            | Asian Most Popular Group | Đoạt giải |

## Nhật Bản

### Japan Gold Disc Award
| Năm  | Đề cử / Tác phẩm | Giải thưởng                   | Kết quả   |
| ---- | ---------------- | ----------------------------- | --------- |
| 2012 | 2PM              | The Best 3 New Artists (Asia) | Đoạt giải |
| 2012 | 2PM              | New Artist of the Year (Asia) | Đoạt giải |
| 2016 | 2PM of 2PM       | Best Album of the Year (Asia) | Đoạt giải |

### MTV Video Music Awards Japan
| Năm  | Đề cử / Tác phẩm | Giải thưởng            | Kết quả   |
| ---- | ---------------- | ---------------------- | --------- |
| 2012 | 2PM              | Best Group Video       | Đoạt giải |
| 2013 | 2PM              | Best Album of The Year | Đoạt giải |

## Hong Kong

### RTHK International Pop Poll Awards
| Năm  | Đề cử / Tác phẩm | Giải thưởng         | Kết quả   |
| ---- | ---------------- | ------------------- | --------- |
| 2012 | 2PM              | Top New Act (Japan) | Đoạt giải |

## Quốc tế

### World Music Awards
| Năm  | Được đề cử cho | Giải thưởng                | Kết quả |
| ---- | -------------- | -------------------------- | ------- |
| 2013 | 2PM            | Best Group                 | Đề cử   |
| 2014 | 2PM            | Best Group                 | Đề cử   |
| 2014 | 2PM            | Best Live Act              | Đề cử   |
| 2014 | 2PM            | Best Album(Genesis of 2PM) | Đề cử   |

### TVCF Awards
| Năm  | Được đề cử cho | Giải thưởng          | Kết quả |
| ---- | -------------- | -------------------- | ------- |
| 2011 | 2PM            | CF Model of the Year | Đề cử   |
| 2011 | Nichkhun       | CF Model of the Year | Đề cử   |
| 2012 | 2PM            | CF Model of the Year | Đề cử   |
| 2012 | Nichkhun       | CF Model of the Year | Đề cử   |

### SBS MTV Best of Best
| Năm  | Được đề cử cho | Giải thưởng            | Kết quả |
| ---- | -------------- | ---------------------- | ------- |
| 2011 | 2PM            | Best Male Group        | Đề cử   |
| 2014 | 2PM            | Best Dance Music Video | Đề cử   |

### MTV Italy Awards
| Năm  | Được đề cử cho | Giải thưởng                | Kết quả |
| ---- | -------------- | -------------------------- | ------- |
| 2014 | 2PM            | Best Artist from the World | Đề cử   |

### Thailand Pop Music Award
| Năm  | Được đề cử cho | Giải thưởng | Kết quả   |
| ---- | -------------- | ----------- | --------- |
| 2009 | 2PM            | N/A         | Đoạt giải |

### Korean Culture & Entertainment Awards
| Năm  | Được đề cử cho | Giải thưởng | Kết quả |
| ---- | -------------- | ----------- | ------- |
| 2013 | 2PM            | N/A         | Đề cử   |

### Billboard JAPAN Music Awards
| Năm  | Được đề cử cho | Giải thưởng                | Kết quả |
| ---- | -------------- | -------------------------- | ------- |
| 2013 | 2PM            | Excellent Pop Artist Award | Đề cử   |

### Gaon Weibo Chart Awards
| Năm  | Được đề cử cho    | Giải thưởng       | Kết quả |
| ---- | ----------------- | ----------------- | ------- |
| 2014 | 2PM               | K-POP Group Award | Đề cử   |
| 2014 | Nichkhun&Chansung | Social Star Award | Đề cử   |

## Chương trình âm nhạc
Danh sách này thu thập các chiến thắng của 2PM trên các chương trình âm nhạc Hàn Quốc. Inkigayo phát sóng trên SBS, M! Countdown trên kênh Mnet, và Music Bank trên KBS.

### Music Bank
| Năm  | Ngày        | Bài hát                            |
| ---- | ----------- | ---------------------------------- |
| 2009 | 12 tháng 6  | "Again & Again"                    |
| 2009 | 3 tháng 7   | "I Hate You"                       |
| 2009 | 27 tháng 11 | "Heartbeat"                        |
| 2009 | 4 tháng 12  | "Heartbeat"                        |
| 2009 | 11 tháng 12 | "Heartbeat"                        |
| 2009 | 18 tháng 12 | "Heartbeat"                        |
| 2010 | 7 tháng 5   | "Without U"                        |
| 2010 | 14 tháng 5  | "Without U"                        |
| 2010 | 22 tháng 10 | "I'll Be Back"                     |
| 2010 | 29 tháng 10 | "I'll Be Back"                     |
| 2011 | 1 tháng 7   | "Hands Up"                         |
| 2011 | 8 tháng 7   | "Hands Up"                         |
| 2011 | 15 tháng 7  | "Hands Up"                         |
| 2011 | 22 tháng 7  | "Hands Up"                         |
| 2013 | 24 tháng 5  | "Comeback When You Hear This Song" |

### Inkigayo
| Năm  | Ngày        | Bài hát         |
| ---- | ----------- | --------------- |
| 2009 | 10 tháng 5  | "Again & Again" |
| 2009 | 16 tháng 5  | "Again & Again" |
| 2009 | 24 tháng 5  | "Again & Again" |
| 2009 | 29 tháng 11 | "Heartbeat"     |
| 2009 | 6 tháng 12  | "Heartbeat"     |
| 2009 | 13 tháng 12 | "Heartbeat"     |
| 2010 | 16 tháng 5  | "Without U"     |
| 2010 | 23 tháng 5  | "Without U"     |
| 2010 | 24 tháng 10 | "I'll Be Back"  |
| 2011 | 3 tháng 7   | "Hands Up"      |
| 2011 | 10 tháng 7  | "Hands Up"      |

### M! Countdown
| Năm  | Ngày        | Bài hát         |
| ---- | ----------- | --------------- |
| 2009 | 7 tháng 5   | "Again & Again" |
| 2009 | 14 tháng 5  | "Again & Again" |
| 2009 | 21 tháng 5  | "Again & Again" |
| 2009 | 28 tháng 5  | "Again & Again" |
| 2009 | 2 tháng 7   | "I Hate You"    |
| 2009 | 9 tháng 7   | "I Hate You"    |
| 2009 | 16 tháng 7  | "I Hate You"    |
| 2009 | 30 tháng 7  | "I Hate You"    |
| 2010 | 29 tháng 4  | "Without U"     |
| 2010 | 6 tháng 5   | "Without U"     |
| 2010 | 13 tháng 5  | "Without U"     |
| 2010 | 28 tháng 10 | "I'll Be Back"  |
| 2010 | 4 tháng 11  | "I'll Be Back"  |
| 2011 | 7 tháng 7   | "Hands Up"      |

### The Show
| Năm  | Ngày        | Bài hát    |
| ---- | ----------- | ---------- |
| 2015 | 23 tháng 06 | "My House" |